# Grensnutschool
De grensnutschool (of marginalisme) is de richting in de economische theorie die haar waardetheorie baseert op het principe van het grensnut, en meer algemeen gebruik maakt van differentiaalrekening om economische verschijnselen te verklaren. Waarde wordt gezien als subjectief bepaald door veranderingen in de beschikbare en gewenste hoeveelheden van een goed. Deze denkrichting ontstond midden 19e eeuw ongeveer tegelijk in Engeland, Oostenrijk en Zwitserland.
De leiding van Alfred Marshall volgend, waren marginalisten voor hun verklaring van kosten verder sterk van het concept van marginale fysieke productiviteit afhankelijk. De neoklassieke traditie, die is voortgekomen uit het Britse marginalisme, liet in het algemeen het concept van nut voor wat het was en gaf in haar analyses een meer fundamentele rol aan de marginale substitutievoet.

## Geschiedenis
De grensnutaanpak komt voort uit een reactie op de arbeidswaardetheorie van de klassieke economen, met name Adam Smith en David Ricardo, die betoogden dat waarde ontstaat door de toepassing van menselijke arbeid op grondstoffen en kapitaalgoederen. Uit deze theorie werd al vroeg in de 19e eeuw door socialisten de conclusie getrokken dat de inkomensverdeling tussen arbeid en kapitaal in een kapitalistische economie onverdedigbaar is, omdat de winst op kapitaal afhankelijk is van de onteigening van de arbeiders, degenen die de waarde tot stand brengen. Dit spoorde liberale economen als Senior, Whately en Lloyd aan tot een zoektocht naar een nieuwe waardetheorie, die kapitalistische verhoudingen als natuurlijk en rechtvaardig kon voorstellen. Zij vonden die in het idee van de markt, niet de productie, als het centrale concept van de economische wetenschap.
Enkele tientallen jaren lang vonden marginalistische theorieën van waarde weinig weerklank. Dit veranderde pas ver in de tweede helft van de negentiende eeuw, toen de marxistische economie (vanaf 1867) een nog scherpere kritiek op de liberale economie mogelijk maakte van socialistische zijde. De eerder genegeerde ideeën van denkers als Gossen kregen daarop een positieve herwaardering. Wicksteed en Von Böhm-Bawerk openden een frontale aanval op het marxisme, en de grensnutleer werd rond de eeuwwisseling een belangrijke stroming binnen het economisch denken. Deze is nu een integraal onderdeel binnen de hoofdstroom van de economische theorie.